# Kreuzscheune Illmitz

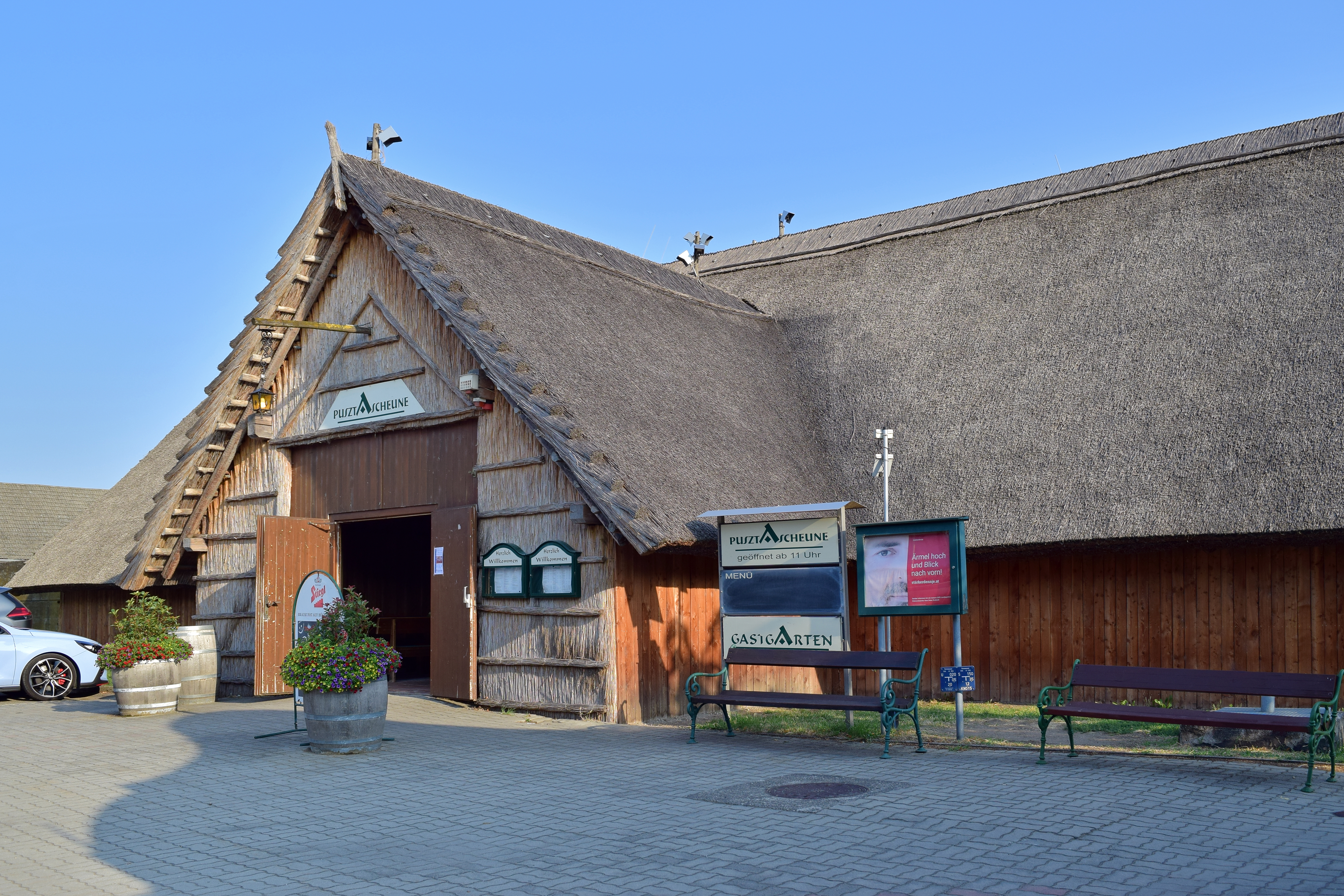
Die wiederaufgebaute Kreuzscheune

Die Kreuzscheune ist eine wiederaufgebaute – ehemals denkmalgeschützte – Rohrscheune in Illmitz im Burgenland.
Die Rohrscheune mit einem Grundriss in der Form eines Kreuzes steht im Zentrum von Illmitz, dem tiefstgelegenen Ort Österreichs. Bezeichnet war die Scheune mit dem Jahr 1859. Erbaut wurde die Scheune in Ständerbauweise mit einer Wandverkleidung aus gebundenem Schilf. Die Scheune diente ursprünglich als Stall für die Gemeindestiere und Zuchteber, sowie als Lager für Tierfutter.
Aufgrund der technischen Entwicklung und des Aufschwungs der Landwirtschaft wurde schließlich der Gemeindestadl nicht mehr verwendet und die Gemeinde Illmitz verpachtete das Gebäude fortan als Gastwirtschaft, zuerst als einfachen Heurigen, wo Schmalzbrot, Wasser und Wein serviert wurden, später erfolgte eine Verpachtung an Ortsansässige, die einen Anziehungspunkt des Ortes daraus machten.
In der Nacht von 1993 auf 1994 brannte die Pußtascheune. Nachdem die Illmitzer ihr Wahrzeichen nicht verlieren wollten, wurde das Gebäude mit Hilfe von Original-Holzbindern aus der Wiener Hofburg nachgebaut. Teile fielen einem neuerlichen Brand 1994 anheim, die verwendeten Holzteile wurden, um das rustikale Aussehen zu bewahren, eingearbeitet.
Das Gebäude dient nun wieder als Heurigen-Restaurant, in welchem traditionelle Zigeunermusik gespielt wird.